# Drogi krajowe w Urugwaju
Drogi krajowe w Urugwaju – najważniejsze trasy transportowe w kraju, łączące wszystkie lokacje. Łączna długość sieci drogowej Urugwaju wynosi 8698 km. W tym: 303 km z nawierzchnią betonową, 3164 km asfaltowych, 4220 km z mas bitumicznych i 1009 km gruntowych.

## Lista dróg krajowych
| Droga | Kierunek                                    | Departamaenty                                                                   |
| ----- | ------------------------------------------- | ------------------------------------------------------------------------------- |
| 1     | Montevideo – Colonia del Sacramento         | Montevideo, San José, Colonia                                                   |
| 2     | Ruta 1 – Fray Bentos                        | Colonia, Soriano, Río Negro                                                     |
| 3     | Ruta 1 – granica z Brazylią                 | San José, Flores, Río Negro, Paysandú, Salto, Artigas                           |
| 4     | Ruta 5 a Artigas                            | Durazno, Río Negro, Paysandú, Salto, Artigas                                    |
| 5     | Montevideo – Rivera                         | Montevideo, Canelones, Florida, Durazno Tacuarembó, Rivera                      |
| 6     | Montevideo – granica z Brazylią             | Montevideo Canelones Florida Durazno Tacuarembó Rivera                          |
| 7     | Montevideo – granica z Brazylią             | Montevideo, Canelones, Florida, Durazno, Treinta y Tres, Lavalleja, Cerro Largo |
| 8     | Montevideo – Aceguá                         | Montevideo, Canelones, Lavalleja, Treinta y Tres, Cerro Largo                   |
| 9     | Montevideo – Chuy                           | Canelones, Maldonado Rocha                                                      |
| 10    | Montevideo – Aguas Dulces                   | Canelones, Maldonado, Rocha                                                     |
| 11    | Ruta 1 – Atlántida                          | San José, Canelones                                                             |
| 12    | Nueva Palmira – Punta Ballena               | Colonia, Soriano Canelones, Florida, Lavalleja, Maldonado                       |
| 13    | Ruta 8 – Ruta 16                            | Lavalleja, Maldonado, Rocha                                                     |
| 14    | Mercedes – La Coronilla                     | Soriano Flores, Durazno, Florida, Lavalleja, Rocha                              |
| 15    | La Paloma – Cebollatí                       | Rocha                                                                           |
| 16    | Aguas Dulces – Ruta 14                      | Rocha                                                                           |
| 17    | Treinta y Tres – General Enrique Martínez   | Treinta y Tres                                                                  |
| 18    | Ruta 17 – Ruta 26                           | Treinta y Tres Cerro Largo                                                      |
| 19    | Villa del Carmen – Chuy                     | Durazno, Treinta y Tres, Rocha                                                  |
| 20    | Ruta 24 – Ruta 5                            | Río Negro                                                                       |
| 21    | Colonia – Mercedes                          | Colonia                                                                         |
| 22    | Ruta 1 – Ruta 21                            | Colonia                                                                         |
| 23    | Juan Soler – Ruta 3                         | San José Flores                                                                 |
| 24    | Ruta 2 – Ruta 3                             | Río Negro                                                                       |
| 25    | Ruta 24 – Ruta 20                           | Río Negro                                                                       |
| 26    | Ruta 3 – Río Branco                         | Paysandú, Salto, Tacuarembó, Cerro Largo                                        |
| 27    | Rivera – Vichadero                          | Rivera                                                                          |
| 28    | Ruta 44 – Ruta 27                           | Rivera                                                                          |
| 29    | Ruta 5 – Ruta 27                            | Rivera                                                                          |
| 30    | Ruta 3 – Ruta 5                             | Artigas, Rivera                                                                 |
| 31    | Salto – Tacuarembó                          | Salto                                                                           |
| 32    | Montevideo – Ruta 11                        | Canelones                                                                       |
| 33    | Ruta 6 – Ruta 65                            | Canelones                                                                       |
| 34    | Ruta Interbalnearia – Empalme Olmos         | Canelones                                                                       |
| 35    | La Floresta – Soca                          | Canelones                                                                       |
| 36    | Ruta 5 – Río Santa Lucía                    | Canelones                                                                       |
| 37    | Piriápolis – Pan de Azúcar                  | Maldonado                                                                       |
| 38    | Ruta IB – Maldonado                         | Maldonado                                                                       |
| 39    | Punta del Este – Ruta 8                     | Maldonado                                                                       |
| 40    | Ruta 12 – Pirarajá                          | Canelones, Lavalleja                                                            |
| 41    | Ruta 7 – Ruta 6                             | Florida                                                                         |
| 42    | Sarandí Grande – Ruta 6                     | Florida                                                                         |
| 43    | Ruta 6 – Ruta 5                             | Durazno, Tacuarembó                                                             |
| 44    | Ansina – Ruta 7                             | Tacuarembó                                                                      |
| 45    | Ruta 1 – Cuchilla Carreta Quemada           | San José                                                                        |
| 46    | Paso del Bote – Santa Lucía                 | Canelones                                                                       |
| 47    | Río Santa Lucía – Ruta 36                   | Canelones                                                                       |
| 48    | Las Piedras – Las Brujas                    | Canelones                                                                       |
| 49    | Ruta 48 – Ruta 36                           | Canelones                                                                       |
| 50    | Ruta 1 – Tarariras                          | Colonia                                                                         |
| 51    | Playa Fomento – Ruta 1                      | Colonia                                                                         |
| 52    | Boca del Rosario – Cufré                    | Colonia                                                                         |
| 53    | Ruta 1 – Ruta 12                            | Colonia                                                                         |
| 54    | Juan Lacaze – Ruta 12                       | Colonia                                                                         |
| 55    | Ruta 21 a Ruta 3                            | Colonia, Soriano, Río Negro                                                     |
| 56    | Ruta 5 a Ruta 7                             | Florida                                                                         |
| 57    | Cardona a Trinidad                          | Flores Soriano                                                                  |
| 58    | Ruta 5 – Ruta 7                             | Florida, Lavalleja                                                              |
| 59    | Ruta 43 – Ruta 5                            | Tacuarembó                                                                      |
| 60    | Ruta 12 – Pan de Azúcar                     | Lavalleja Maldonado                                                             |
| 61    | Ruta 52 – Nueva Helvecia                    | Colonia                                                                         |
| 62    | Ruta 5 – Ruta 81                            | Canelones                                                                       |
| 63    | Santa Lucía – San Ramón                     | Canelones                                                                       |
| 64    | Ruta 46 – Ruta 63                           | Canelones                                                                       |
| 65    | Ruta 33 – Ruta 7                            | Canelones                                                                       |
| 66    | Ruta 32 – Ruta 67                           | Canelones                                                                       |
| 67    | Las Piedras – Sauce                         | Canelones                                                                       |
| 68    | Ruta 67 – Progreso                          | Canelones                                                                       |
| 69    | Ruta 67 – Ruta 32                           | Canelones                                                                       |
| 70    | Ruta Interbalnearia – Ruta 9                | Canelones                                                                       |
| 71    | Las Flores – Estación Las Flores            | Maldonado                                                                       |
| 72    | Playa Verde – Ruta 73                       | Maldonado                                                                       |
| 73    | Estación Las Flores – Ruta 37               | Maldonado                                                                       |
| 74    | Barros Blancos – Ruta 6                     | Canelones                                                                       |
| 75    | Pando – Ruta 7                              | Canelones                                                                       |
| 76    | Ruta 77 – Camino de Las Tropas              | Florida                                                                         |
| 77    | 25 de Agosto – San José (departament)       | Florida, San José                                                               |
| 78    | Paso Belastiquí a 25 de Agosto              | San José, Florida                                                               |
| 79    | Paso Belastiquí – Ruta 45                   | San José                                                                        |
| 80    | Ruta 8 – Migues                             | Canelones                                                                       |
| 81    | Santa Lucía – Ruta 8                        | Canelones, Lavalleja                                                            |
| 82    | Ruta 11 – Empalme Olmos                     | Canelones                                                                       |
| 83    | Ruta 21 – Ruta 22                           | Colonia                                                                         |
| 84    | Montevideo – Ruta 75                        | Canelones                                                                       |
| 85    | Toledo – Ruta 84                            | Canelones                                                                       |
| 86    | Ruta 6 – Ruta 11                            | Canelones                                                                       |
| 87    | Ruta Interbalnearia – Ruta 34               | Canelones                                                                       |
| 88    | Ruta 11 – Migues                            | Canelones                                                                       |
| 90    | Paysandú (miasto) – Guichón                 | Paysandú                                                                        |
| 91    | General Enrique Martínez – Vergara          | Treinta y Tres                                                                  |
| 92    | Puerto Rosario – Ruta 1                     | Colonia                                                                         |
| 93    |                                             | Maldonado                                                                       |
| 94    | Ruta 6 a Fray Marcos                        | Florida                                                                         |
| 95    | Villa Soriano a Ruta 21                     | Soriano                                                                         |
| 96    | Ruta 95 a Ruta 12                           | Soriano                                                                         |
| 97    | Carmelo a Ruta 12                           | Colonia                                                                         |
| 98    | Treinta y Tres a Ruta 7                     | Treinta y Tres                                                                  |
| 99    | Trazado coincidente con Ruta Interbalnearia | Maldonado                                                                       |
| 100   | Ruta 14 a Los Agüero                        | Durazno                                                                         |
| 101   | Av Giannattasio – Ruta 8                    | Canelones                                                                       |
| 102   | Ruta 101 – Ruta 5                           | Canelones Montevideo                                                            |
| 103   | La Floresta – Ruta 70                       | Canelones                                                                       |
| 104   | Ruta 10 – Ruta 9                            | Maldonado                                                                       |
| 106   | Ruta 22 – Ruta 12                           | Colonia                                                                         |
| 107   | Ruta 11 – Sauce                             | Canelones                                                                       |
| 108   | Migues – Ruta 40                            | Canelones, Lavalleja                                                            |
| 109   | Aiguá – Rocha                               | Maldonado                                                                       |
| IB    | Ruta 101 – Punta del Este                   | Canelones, Maldonado                                                            |

## Klasyfikacja dróg
Ministerstwo Dróg i Robót Publicznych w Urugwaju dzieli tamtejsze drogi na 4 kategorie: 

### Corredor Internacional
Korytarze międzynarodowe.
- Ruta 1
- Ruta 2
- Ruta 3
- Ruta 5
- Ruta 8 -odcinek od Montevideo do Treinta y Tres
- Ruta 9

### Red Primaria
Sieć pierwszorzędna.

### Red Secundaria
Sieć drugorzędna.

### Red Terciaria
Sieć trzeciorzędna.